# Kalamár József
Kalamár József (Seregélyes, 1895. október 16. – Csepel, 1956. október 26.) magyar munkás, munkásmozgalmi politikus, az 1956-os forradalom egyik áldozata a hatalmi oldalról.

## Élete
A Fejér vármegyei Seregélyesen született 1895. október 16-án, fiatalon asztalos szakmát tanult. Az őszirózsás forradalom után antimilitarista szerveződésekkel került kapcsolatba, majd szerepet vállalt a KMP csepeli szervezetének megalakításában is. A magyar tanácsköztársaság hónapjai alatt a csepeli direktórium tagja lett, majd vöröskatonaként harcolt a román és a cseh fronton is; később, még abban az évben két évre internálták.
Kiszabadulását követően, 1921 őszétől a csepeli Weiss Manfréd-gyárban kapott munkát, ahol idővel a szakmaközi szervező bizottság tagja lett. 13 éven át volt a Magyarországi Szociáldemokrata Párt (MSZDP) csepeli szervezetének elnöke, egyben az illegális kommunista párt tagja is. 1933-ban letartóztatták, ellenzéki magatartásáért kizárták az MSZDP-ből is.
A második világháború korai szakaszában, 1942 nyarán ismét letartóztatták az antimilitarista mozgalomban való részvételéért. A háború végéhez közeledve szerepet vállalt egy olyan, kommunista szervezésű akcióban, mely Csepel kiürítését kívánta megakadályozni.
A szovjet hatalomátvételt követően, 1945. január 9-étől Csepel főbírója lett, ezt a tisztségét 1948. július 31-éig töltötte be. Utána egy darabig a Fővárosi Temetkezési Intézet igazgatója lett; közben 1945-től 1949-ig a Pest megyei, 1948-1949 folyamán pedig a Csepeli Nemzeti Bizottság tagja is volt, 1950-ben a XXI. kerületi népfrontbizottság elnöke és fővárosi képviselő-bizottsági tag lett; egy időben tagja volt az MDP Központi Ellenőrző Bizottságának és a csepeli pártbizottságnak. 1954. november 28-ától az 1956-os forradalom napjaiban bekövetkezett, erőszakos haláláig Csepel tanácselnöke volt.

### Szerepe az 1956-os forradalom idején
A forradalom kezdeti napjaiban elterjedt Csepelen az a hír, hogy az akkor még ellenforradalomként kezelt megmozdulás első 11 halottjának egyike, a 20 éves Recskó Tibor egy olyan lövésnek esett áldozatul, amit Kalamár József tanácselnök lakásának ablakából, a kerületi pártház (Szent Imre tér 12.) III. emeletéről adtak le. A tanúk valamilyen okból a tanácselnök Klára nevű lányát gyanúsították, illetve a család tagjait tartották felelősnek más forradalmár tüntetők haláláért is.
Kalamár amúgy is népszerűtlen volt elöljáróként, több forrás szerint minden segítségkérőt elutasított – elsősorban lakásügyben –, ha az illető nem volt kommunista párttag. Október 25-én kimenekítették a tanácsházáról a Bükkös utcai iskolába, mely egyúttal a kerület légoltalmi központja is volt, s ahol már október 24-étől szünetelt a tanítás. A forradalmárok hamar megtudták, hol rejtőzködik; elfogása után fogolyként a rendőrkapitányságra kezdték kísérni, de közben az egyik kísérője közelről tarkón lőtte. Az elkövetés tényét később többen is magukra vállalták, illetve némely tanúvallomásokban is felbukkantak konkrét nevek lehetséges elkövetőkként.

## Emlékezete
- A rendszerváltásig utcanév őrizte az emlékét Csepel központja közelében (ma Szent István út).
- Mellszobrát (Gyenes Tamás alkotását) rögtön a halálát követő évben felállították Csepelen; a büszt 1992 óta a nagytétényi Memento Parkban látható.
- A halálát okozó erőszakos támadás, illetve annak egyik elkövetője (utóbbi anonimizált formában) megjelenik Fóti Andor rendőrnyomozó, későbbi bűnügyi szakíró Szemben a bűnözőkkel című könyvében, az Egy tenyérnyi kombinédarab című fejezetben. Fóti egy A. György nevű személyt említ, ami megfelelhet annak az Andor Györgynek, aki a fennmaradt adatok szerint részt vett Kalamár „letartóztatásában”, viszont Andor tényleges elkövetőségét (más személyekkel ellentétben) eddig semmilyen előkerült forrás nem igazolta, még csak nem is valószínűsítette.